# Gent-Wevelgem U23
Gent-Wevelgem U23 er U23-udgaven af det klassiske belgiske cykelløb Gent-Wevelgem. Det blev arrangeret første gang i 1934 som et amatørløb. Fra 2011 til 2015 var det en del af UCI Europe Tour i kategorien 1.2. Fra 2016 til 2022 var det et Nations Cup-løb for U23 bestående af regions- og landshold. Fra 2023 er det arrangeret som et 1.2U-løb, som giver adgang til firma- og landshold til ryttere under 23 år.

## Vindere
| År                                         | Vinder                  | Toer                     | Treer                   |
| ------------------------------------------ | ----------------------- | ------------------------ | ----------------------- |
| 1934                                       | Alfons Ghesquière       |                          |                         |
| 1935                                       | Philippe De Meersman    |                          |                         |
| 1936                                       | Marcel Meerenhout       |                          |                         |
| 1937                                       | Marcel Kint             |                          |                         |
| 1938                                       | Aloïs Delchambre        | André Declerck           | Roger Cnockaert         |
| 1939                                       | Leon Kint               | André Declerck           | Georges De Cnock        |
| 1946                                       | Leopold Verhaegen       | Marcel Dierkens          | Tr. Delaere             |
| 1947                                       | Omer Porte              | Marcel De Mulder         | Maurice Blomme          |
| 1948                                       | Gérard Deschacht        | Roger Decock             | Alfons Van den Brande   |
| 1949                                       | Maurice Joye            | Alois Vansteenkiste      | Roger Derous            |
| 1950                                       | Gentiel Vermeersch      | Joseph Van Coillie       | Roger Vuylsteke         |
| 1951                                       | André Noyelle           | Gilbert Desmet           | Georges De Cnock        |
| 1952                                       | Jozef Parmentier        | Lucien Victor            | Daan de Groot           |
| 1953                                       | Albert Eloot            | Gaston Rebry             | Raphaël Ghisquière      |
| 1954                                       | Emiel Van Cauter        | Norbert Kerckhove        | Piet van der Lijke      |
| 1955                                       | Jef Verhelst            | Gabriel Borra            | Julien Schepens         |
| 1956                                       | Piet de Jongh           | René Pavard              | Jan Groot               |
| 1957                                       | René Muylle             | Albertus Geldermans      | Coen Niesten            |
| 1959                                       | Willy Vanden Broeck     | Louis Van Huyck          | Valere Schmidt          |
| 1960                                       | Robert Lelangue         | Eric Callens             | Ab Sluis                |
| 1961                                       | Gilbert Lingier         | André De Bal             | André Durnez            |
| 1962                                       | Willy Stevens           | Louis Baudeweijns        | Robert D'Hert           |
| 1963                                       | Joseph Spruyt           | Jozef Timmerman          | Desire Van De Voorde    |
| 1964                                       | Herman Van Loo          | Jean Monteyne            | Jan Fransen             |
| 1965                                       | Noël Van Clooster       | Gérard David             | André Planckaert        |
| 1966                                       | Leo Van Dam             | André Poppe              | Jozef Leonard           |
| 1967                                       | Jos Van Mechelen        | Eric Leman               | Jean-Marie Sohier       |
| 1968                                       | Georges Claes           | Joseph Schoeters         | Noël Vantyghem          |
| 1969                                       | Emile Cambré            | Roland Callewaert        | Eddy Voet               |
| 1970                                       | Ludo Van Der Linden     | Willy Van Mechelen       | Frans Verhaegen         |
| 1971                                       | Theo Dockx              | Daniel Moenaert          | René Dillen             |
| 1972                                       | José Vanackere          | Gerry Catteeuw           | Ludo Delcroix           |
| 1973                                       | René Dillen             | Erik Van Lent            | Marcel Laurens          |
| 1974                                       | Florimond Van Hooydonck | Willem Peeters           | André Liekens           |
| 1975                                       | Franky De Gendt         | Léo Van Thielen          | Emiel Gysemans          |
| 1976                                       | Paul Clinckart          | Eddy Vanhaerens          | Pieter Verhaeghe        |
| 1977                                       | Alfons De Wolf          | Dirk Heirweg             | Eric Thoelen            |
| 1978                                       | Walter Schoonjans       | Alfons De Wolf           | Daniel Willems          |
| 1979                                       | Eddy Planckaert         | Etienne De Wilde         | Werner Devos            |
| 1980                                       | Eddy Planckaert         | Patrick Vermeulen        | Jan Jonkers             |
| 1981                                       | Jozef Lieckens          | Marc Sergeant            | Luc Meersman            |
| 1982                                       | Rudy Delehouzée         | Hans D'Haese             | Jan Blomme              |
| 1983                                       | Frank Verleyen          | Marc Van Laer            | Stefan Aerts            |
| 1984                                       | Patrick Verplancke      | Edwin Bafcop             | Rudy De Keyzer          |
| 1985                                       | Patrick Verplancke      | Jan Goessens             | Willy Willems           |
| 1986                                       | Walter Van Den Branden  | Frank Francken           | Frank Vanderhaegen      |
| 1987                                       | Johnny Dauwe            | Johan Devos              | Koen Vekemans           |
| 1988                                       | Patrick Hendrickx       | Sammie Moreels           | Jan Mattheus            |
| 1989                                       | Johan Jeurissen         | Reginald Vandamme        | Harry Lodge             |
| 1990                                       | Claude De Bodt          | Didier Priem             | Peter Farazijn          |
| 1991                                       | Daniel Verelst          | Dominique Kindts         | Hans De Clercq          |
| 1992                                       | Niko Eeckhout           | Stefan Sels              | Hans De Clercq          |
| 1993                                       | Stefaan Vermeersch      | Rufin De Smet            | Patrick Kops            |
| 1994                                       | Robbie Vandaele         | Danny In 't Ven          | Arvis Piziks            |
| 1995                                       | Yvan Segers             | Mario Aerts              | Danny Van Looy          |
| 1996                                       | Jurgen Vermeersch       | Juris Silovs             | Dennis Moons            |
| 1997                                       | Karel Vereecke          | Marc Lotz                | Yvan Segers             |
| 1998                                       | Coen Boerman            | Danny Dierckx            | Koen Scherre            |
| 1999                                       | Kevin Hulsmans          | Ronald Mutsaars          | Frédéric Amorison       |
| 2000                                       | Bert De Waele           | Marc Vlijm               | Davy Huybrechts         |
| 2001                                       | Stefaan Vermeersch      | Koen Das                 | Gert Steegmans          |
| 2002                                       | Sean Sullivan           | Stefaan Vermeersch       | Roel Egelmeers          |
| 2003                                       | Kenny Lisabeth          | Koen Barbé               | Jurgen Van den Broeck   |
| 2004                                       | Stefaan Vermeersch      | Jurgen Vermeersch        | Claude Pauwels          |
| 2005                                       | Frank Van Kuik          | Rik Kavsek               | Kevin Desmedt           |
| 2006                                       | Greg Van Avermaet       | Eduard Bogaert           | Nikolas Maes            |
| 2007                                       | Sébastien Delfosse      | Kenny Van Der Schueren   | Pieter Vanspeybrouck    |
| 2008                                       | Ken Vanmarcke           | Sep Vanmarcke            | Gaëtan Bille            |
| 2009                                       | Sander Armée            | Baptiste Planckaert      | Sep Vanmarcke           |
| 2010                                       | Fréderique Robert       | Davy De Scheemaeker      | Jens Debusschere        |
| 2011                                       | Jonas Vangenechten      | Benjamin Verraes         | Frédéric Amorison       |
| 2012                                       | Roy Jans                | Steele Von Hoff          | Marco Minnaard          |
| 2013                                       | Jérôme Baugnies         | Alphonse Vermote         | Tom Dernies             |
| 2014                                       | Łukasz Wiśniowski       | Gaëtan Bille             | Boris Dron              |
| 2015                                       | Baptiste Planckaert     | Joeri Calleeuw           | Nils Politt             |
| 2016                                       | Mads Pedersen           | Anders Skaarseth         | Gabriel Cullaigh        |
| 2017                                       | Jacob Hennessy          | Ian Garrison             | Rasmus Tiller           |
| 2018                                       | Žiga Jerman             | Jake Stewart             | Mathieu Burgaudeau      |
| 2019                                       | Jonas Rutsch            | Andreas Leknessund       | Jens Reynders           |
| 2020-2021 aflyst pga. coronaviruspandemien |                         |                          |                         |
| 2022                                       | Samuel Watson           | Sebastian Kolze Changizi | Valentin Retailleau     |
| 2023                                       | Gil Gelders             | Nicolò Buratti           | Henri Uhlig             |
| 2024                                       | Huub Artz               | Rasmus Søjberg Pedersen  | Andrea Raccagni Noviero |